# 布倫德爾峰
69°24′S 76°6′E / 69.400°S 76.100°E
布倫德爾峰是南極洲的山峰，位於普里茲灣的斯托爾內斯半島，該山峰根據挪威探險隊拍攝的空中照片被繪入地圖，以莫森站的無線電操作員命名。